# Чагарники та луки Південно-Східного Тибету
Чагарники та луки Південно-Східного Тибету (ідентифікатор WWF: PA1017) — палеарктичний екорегіон гірських луків та чагарників, розташований на південному сході та сході Тибетського нагір'я в Китаї.

## Географія
Екорегіон чагарників та луків Південно-Східного Тибету простягається від гір Ньєнчен-Танглха, розташованих на сході Тибетського автономного округу, через північний схід Сичуаню до гір Наньшань, розташованих на сході Цинхаю та на південному заході Ганьсу. Рельєф Південно-Східного Тибету характеризується глибокими річковими долинами, сформованими руслами річок Нуцзян (Салуїн), Ланьцанцзян (Меконг), Цзіньшацзян (Янцзи) та їхніх приток, які перетворюють високогірне плато на низку паралельних гірських смуг, розділених глибокими ущелинами. На заході екорегіон переходить у більш сухі альпійські чагарники та луки Тибету, а на сході — у хвойні ліси Цюнлайшаню та Міньшаню.
Південно-Східний Тибет має тривалу історію господарського освоєння людьми, а його луки та чагарники використовувалися як пасовища для яків (Bos grunniens) та інших тварин. Північно-східна частина екорегіону традиційно була відома тибетцям як Амдо, а південно-західна частина регіону входить до історичного регіону Кхам.

## Клімат
У високогір'ях екорегіону переважає альпійський клімат (ET за класифікацією кліматів Кеппена), а в річкових долинах — субарктичний клімат (Dwc за класифікацією Кеппена) або вологий континентальний клімат (Dwb за класифікацією Кеппена). Середньорічна кількість опадів перевищує 500 мм, більшість яких приносять східноазійські літні мусони. Середня температура в регіоні змінюється залежно від широти та висоти над рівнем моря.

## Флора
Рослинний покрив екорегіону подібний до рослинного покриву Східних Гімалаїв. Він представлений альпійськими луками, по яким розкидані чагарники. Основу луків регіону складає карликова кобрезія (Kobresia pygmaea), різновид осоки. Також на них ростуть різноманітні трави, поширені в Тибеті, зокрема різні види перстача (Potentilla), шолудивника (Pedicularis), первоцвіта (Primula), ланцеї (Lancea), тирлича (Gentiana) та цибулі (Allium). На деградованих луках, які піддавалися перевипасу худоби, зустрічається карликова стеллера (Stellera chamaejasme) та дводомна кропива (Urtica dioica). На заболочених луках кобрезії (Kobresia) може утворювати купини.
На тих гірських схилах, де формується товстий сніговий покрив, поширені густі чагарникові зарості, оскільки взимку сніг діє як захисна ковдра, а на початку сезону запобігає надмірному випасу та витоптуванню худобою. На північних схилах гір поширені вічнозелені склерофільні чагарники, зокрема різні види дрібнолистих рододендронів, таких як карликовий рододендрон (Rhododendron anthopogon), щетинястий рододендрон (Rhododendron setosum) та сніжний рододендрон (Rhododendron nivale). На південних схилах чагарники часто взагалі не ростуть, а там, де вони зустрічаються, вони, як правило, представлені листяними видами, зокрема вербою (Salix), перстачем (Potentilla) та караганою (Caragana).
На заході екорегіону, де клімат є більш сухим, мезофільні різнотравні луки менш поширені, натомість на луках росте майже виключно кобрезія. Також змінюється видовий склад чагарників — замість рододендронів на заході регіону більш поширені різні види яловців (Juniperus).
Кобрезієві луки та інші рослинні угруповання екорегіону вирізняються найвищим флористичним різноманіттям серед усіх альпійських екорегіонів Тибетського плато. Цьому сприяє клімат регіону, який характеризується поєднанням низьких температур та великої кількості мусонних опадів. Екорегіон є центром різноманіття для низки альпійських таксонів з родин Жовтецеві (Ranunculaceae), Макові (Papaveraceae), Трояндові (Rosaceae), Ломикаменеві (Saxifragaceae), Окружкові (Apiaceae), Айстрові (Asteraceae), Первоцвітові (Primulaceae), Тирличеві (Gentianaceae), Ранникові (Scrophulariaceae) та Лілієві (Liliaceae), зокрема для родів Кобрезія (Kobresia), Рододендрон (Rhododendron), Тирлич (Gentiana), Ломикамінь (Saxifraga), Блакитний мак (Meconopsis), Первоцвіт (Primula), Шолудивник (Pedicularis) та Ряст (Corydalis).

## Фауна
Серед великих копитних ссавців, що пасуться на луках екорегіону, слід відзначити біломордого оленя (Cervus albirostris), ), тибетського шляхетного оленя (Cervus canadensis wallichi), блакитного нахура або бхарала (Pseudois nayaur) та рудочереву кабаргу (Moschus chrysogaster). Серед хижих ссавців регіону слід відзначити тибетського вовка (Canis lupus chanco), звичайну лисицю (Vulpes vulpes), тибетську лисицю (Vulpes ferrilata), манула (Otocolobus manul), китайського кота (Felis bieti), бенгальського кота (Prionailurus bengalensis), тибетську рись (Lynx lynx isabellinus) та снігового барса (Panthera uncia). Раніше в екорегіоні зустрічалися архари (Ovis ammon hodgsoni) та тибетські бурі ведмеді (Ursus arctos pruinosus), однак наразі вони в регіоні вимерли. Можливо, тут продовжують мешкати тибетські дзерени (Procapra picticaudata) та гімалайські ведмеді (Ursus thibetanus).
Серед поширених в екорегіоні птахів слід відзначити сизого фазана-вуханя (Crossoptilon auritum), білого фазана-вуханя (Crossoptilon crossoptilon), тибетського серпокрильця (Apus salimalii), клушицю (Pyrrhocorax pyrrhocorax), тонкодзьобого жайворонка (Calandrella acutirostris), довгодзьобого жайворонка (Melanocorypha maxima), білоброву гаїчку (Poecile superciliosus), гірську фульвету (Fulvetta striaticollis), мупінію (Moupinia poecilotis), китайську сутору (Sinosuthora conspicillata), гірську чечевицю (Urocynchramus pylzowi), високогірну чечевицю (Carpodacus rubicilloides), арчевого катуньчика (Leucosticte nemoricola) та майже ендемічного китайського монала (Lophophorus lhuysii). Ендеміками екорегіону є руді бабакси (Pterorhinus koslowi) та тибетські вівсянки (Emberiza koslowi)

## Збереження
Оцінка 2017 року показала, що 160 743 км², або 35 % екорегіону, є заповідними територіями. Природоохоронні території включають Національний природний заповідник Санцзяньюань та Природний заповідник Уці-Малу.